# Dasypogon kugleri
Dasypogon kugleri là một loài ruồi trong họ Asilidae. Dasypogon kugleri được Weinberg miêu tả năm 1985.